# 图里河镇
图里河镇，是中华人民共和国内蒙古自治区呼伦贝尔市牙克石市下辖的一个乡镇级行政单位。

## 行政区划
图里河镇下辖以下地区：
图政社区和图兴社区。